# Дебрифінг
Дебрифінг — це процес:
1. отримання пояснення;
2. отримання інформації з врахуванням контексту;
3. звітність про показники ефективності та/або можливості для подальшого вивчення результатів події, дослідження або оцінка результатів роботи після участі в заході.

Дебрифінги є найбільш ефективними, коли проводяться в інтерактивному режимі між учасниками події та з оцінюючим або спостерігаючим персоналом. Самостійні Огляди Після Дії (СОПД) або Дебрифінги є звичайною практикою в невеликих групах або екіпажах. Під час навчання, як показує практика, значно поліпшують Знання, Навички та Здібності (ЗНЗ), за умови формального використання заздалегідь визначених показників ефективності, отриманих в результаті аналізу. Дебрифінг може бути організован лінійною або нелінійною (або комбінованою) комбінацією акцентів. Як правило, використовуваються часові, просторові, об'єктивні та/або продуктивні акценти, щоб привернути увагу до певної діяльності.

## Військовий дебрифінг

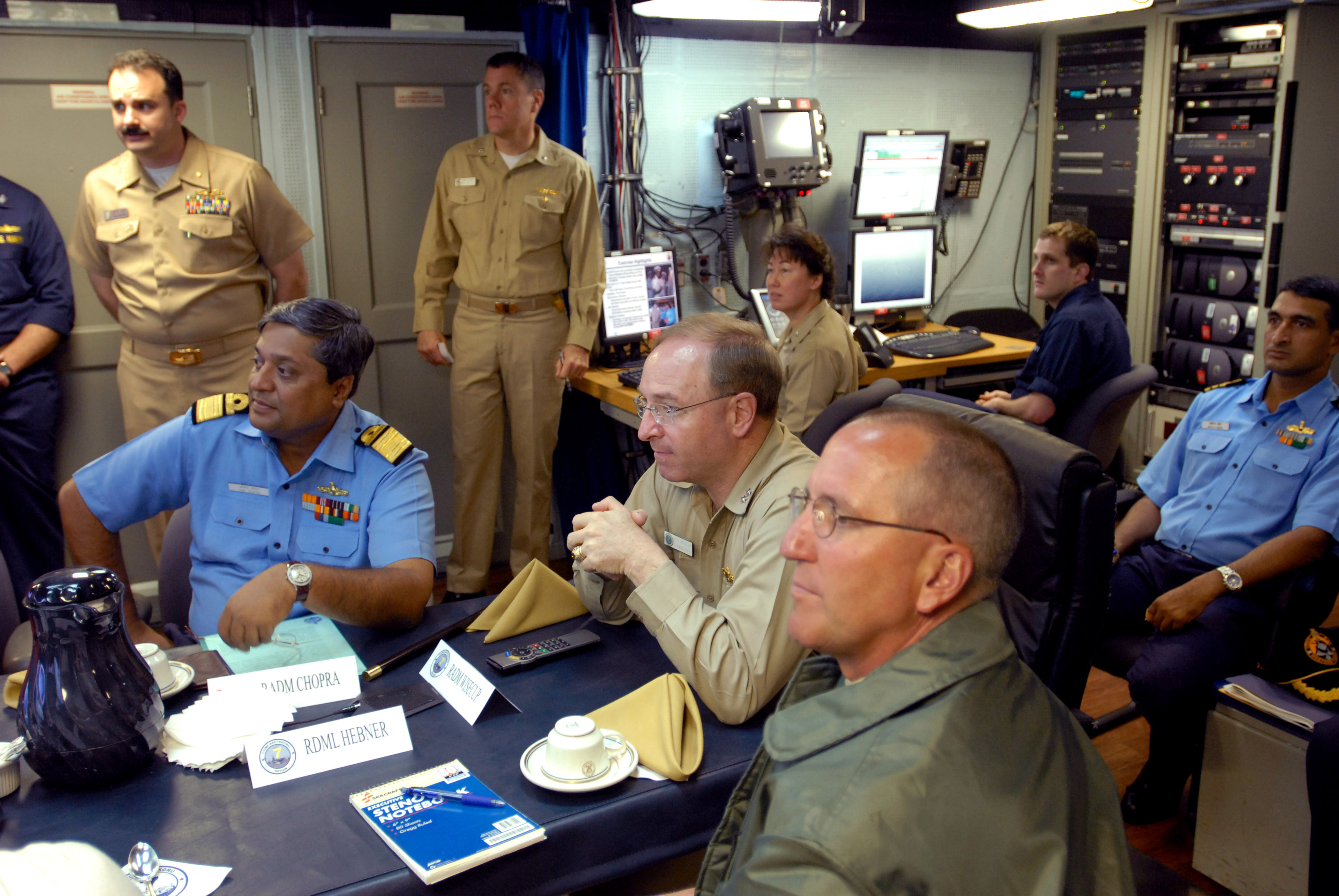
Дебрифінг на борту USS Ronald Reagan CVN-76.

Дебрифінг виник у військовій справі. Цей тип дебрифінгу використовується для отримання інформації від пілота або солдата після місії, а також для поінформування особи щодо того, яка інформація може бути розголошена громадськості та яку інформацію буде засекречено. Іншою метою проведення військового розбору є оцінка особи та якнайшвидше повернення його, або її до звичайних обов'язків.

## Експериментальний дебрифінг
Ернесто Йтуррелде, досвідчений тренер та дослідник, пояснює: "У сфері методології експериментального навчання розбір є напівструктурованим процесом, за допомогою якого посередник, під час виконання певної діяльності, робить серію прогресивних питань з адекватною послідовністю, яка дозволяє учасникам реагувати на те, що сталося, даючи важливі уявлення про майбутню ціль проекту, пов'язавши це з діями та майбутнім ".
«Емоційна декомпресія» — один з напрямків психологічного розбору, запропонований Девідом Кінчін у своїй книзі 2007 року з однойменною назвою.
Експериментальний дебрифінг є основою для дебрифінгу в медичній симуляції, що широко використовується в галузі охорони здоров'я.